# Czarnogoździce
Czarnogoździce (deutsch:  Zwornogoschütz, 1936–1947 Hohenwarte (Schlesien)) ist ein Dorf in der Landgemeinde Krośnice im Powiat Milicki der Woiwodschaft Niederschlesien in Polen.

## Geographische Lage
Czarnogoździce liegt fünf Kilometer südöstlich der Kreisstadt Milicz (Militsch) und vier Kilometer nordwestlich von Krośnice (Kraschnitz). Durch den Ort verläuft die Droga wojewódzka 448 von Milicz nach Krośnice. Ein Bahnanschluss besteht nicht.

## Geschichte
In Zwornogoschütz gab es ein Gut, das im 18. und 19. Jahrhundert u. a. den Familien Pogrell, Eberz und Woyrsch gehörte.
Im Jahr 1874 wurden die Landgemeinde Zwornogoschütz und der Gutsbezirk Zwornogoschütz dem neu gebildeten Amtsbezirk Melochwitz im Kreis Militsch zugeordnet. Wenig später gelangten die beiden Verwaltungseinheiten in den Amtsbezirk Zwornogoschütz. 1928 wurde der Gutsbezirk an die Landgemeinde angeschlossen. 1936 wurde Zwornogoschütz in Hohenwarte (Schlesien) umbenannt. Bis zu seinem Tod im Jahr 1938 gehörte des Gut dem Landschaftsdirektor Siegfried von Grolman.
Nach Ende des Zweiten Weltkrieges wurde der Ort im Sommer 1945 zusammen mit fast dem gesamten Schlesien von der sowjetischen Besatzungsmacht unter polnische Verwaltung gestellt. Die einheimische deutsche Bevölkerung wurde in der Folgezeit vertrieben. Im Dezember 1947 erhielt der Ort den polnischen Namen Czarnogoździce. Er gehörte nun zum Powiat Milicki. Das Gut wurde vom Państwowe gospodarstwo rolne Milicz (Staatlicher Landwirtschaftlicher Betrieb Milicz) übernommen. 1992 wurde der Gutshof von einem privaten Investor gekauft.

### Amtsbezirk Zwornogoschütz/Hohenwarte (bis 1945)
Der Amtsbezirk Zwornogoschütz wurde vor 1900 im Kreis Militsch eingerichtet. Er war vorher Teil des Amtsbezirks Melochwitz. Ihm gehörten die unten aufgeführten Landgemeinden (LG) und Gutsbezirke (GB) an. Die Landgemeinden hießen seit 1935 Gemeinden (G). Im Jahr 1936 erfolgte die Umbenennung in Amtsbezirk Hohenwarte (Schlesien).
| Name                      | Änderungsname                      | Bemerkungen                              |
| ------------------------- | ---------------------------------- | ---------------------------------------- |
| Frankenthal (LG)          |                                    | 1937 zur G Mühlhagen                     |
| Melochwitz (LG u. GB)     | Mühlhagen (seit 1936)              | 1928 wurde der GB in die LG eingemeindet |
| Schwiebedawe (LG u. GB)   | Frankenberg (seit 1925)            | 1928 wurde der GB in die LG eingemeindet |
| Zwornogoschütz (LG u. GB) | Hohenwarte (Schlesien) (seit 1936) | 1928 wurde der GB in die LG eingemeindet |

### Bevölkerungsentwicklung
| Jahr | Einwohner | Anmerkungen                      |
| ---- | --------- | -------------------------------- |
| 1830 | 140       | Davon drei Katholiken            |
| 1845 | 153       | Davon sechs Katholiken           |
| 1910 | 147       | Landgemeinde: 73, Gutsbezirk: 74 |
| 1933 | 153       | [ 4 ]                            |
| 1939 | 145       | [ 4 ]                            |
| 2011 | 157       | [ 5 ]                            |